# 李応

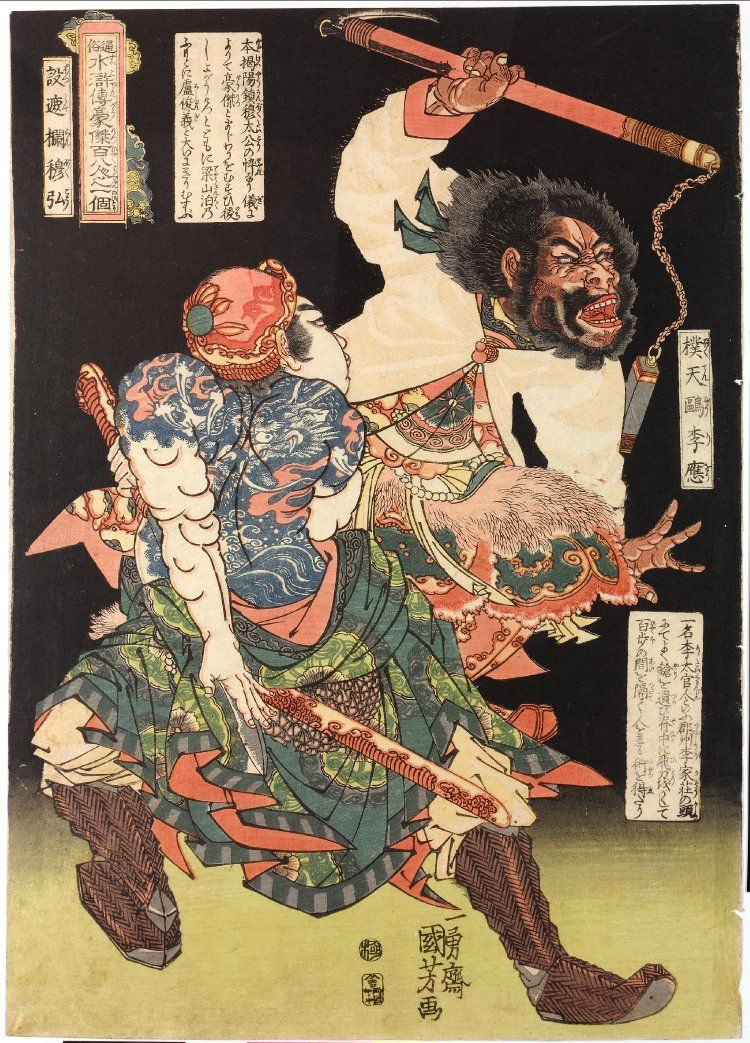
穆弘（左）と李応（右）を描いた、歌川国芳による19世紀中頃の錦絵

李 応（り おう）は、中国の小説で四大奇書の一つである『水滸伝』の登場人物。

## キャラクター概要
天富星の生まれ変わりで、序列は梁山泊第十一位の好漢。渾名は撲天鵰（はくてんちょう）で、「天を打つ鷲」を意味し、これは点鋼槍の名手であり背中に隠した飛刀を使えば百歩離れた所から人を打ち倒せた武芸に由来する。
鄆州独竜岡三家荘の一つ李家荘という村の長者で、荘園を取り仕切り、人品優れた大人物であった。強引な手法で梁山泊に入山させられた後も、柴進と並んで金銭糧秣の管理責任者という高い役職に着き、戦場でも武芸の腕を披露するより、後方支援を任されることが多い。同じ梁山泊の頭領である一丈青扈三娘とは姻戚関係にあたる。

## 物語中での活躍
独竜岡三家荘の一つ李家荘を取り仕切っていたが、梁山泊などの山賊の住処が近く、姻戚関係にある隣接する祝家荘、扈家荘の3村で同盟を結んで有事が起こったら助けあう約束をしていた。ある日、家来の杜興に伴われて楊雄・石秀が彼らの仲間の時遷が祝家荘に捕らわれたため、李応に仲介を打診を願いに来訪した。これに応じた李応は、祝家荘の主祝朝奉に手紙を出すも、朝奉の子である祝兄弟の末弟の祝彪によって突っぱねられたため、自らで出向くが、次兄の祝虎によって矢を射かけられて、肘に怪我を負った。楊雄、石秀らは李応の身を案じて、引き揚げた。しばらくして楊雄と石秀は梁山泊に向かって、援軍を要請した。これがきっかけで梁山泊と祝家荘の抗争が勃発するが、李応は山賊の仲間だと思われることを恐れて、屋敷に戻って静観を保った。ところが、祝家荘と梁山泊の戦いが終わると州知事が捕り手と共に現れ、梁山泊に内通したとして李応は杜興とともに逮捕された。実はこれは2人を梁山泊に加えようとする呉用の計略で、知府一行は梁山泊一味である裴宣らが変装したものであり、2人が連れ出されている間に、屋敷は焼かれ一族郎党も既に梁山泊に連れ込まれたため、しぶしぶながら梁山泊に身を寄せた。
梁山泊入山後は騎兵を率いて前線で戦い、華州攻めや北京攻めでは勅使の護衛官や旅人に変装して攻略の手助けをした。百八星集結後は、柴進とともに金銭糧食の管理を担当する幹部格となる。梁山泊が朝廷に帰順した後の、各地の戦いでは守備隊や補給隊などを指揮して、前線に出ることは少なかったが、方臘討伐戦では杜興とともに遊撃隊を指揮し、睦州攻めにて敵将・伍応星を得意の飛刀で討ち取り、武芸の冴えを見せた。
戦後、中山府の都統制に任じられる。半年ほど任に当たった後、柴進らが任を辞したことを知り、李応も病と称して杜興と独竜岡に帰る。富豪となって天寿を全うした。